# دهستان کارولا
دهستان کارولا (به لاتین: Karula Parish) یک دهستان در استونی است که در شهرستان والگا واقع شده‌است.

## خصوصیات
دهستان کارولا ۲۳۰ کیلومترمربع مساحت و ۱٬۱۰۱ نفر جمعیت دارد.

## خواهرخوانده
شهر Bräcke Municipality خواهرخواندهٔ دهستان کارولا هست.